# Nicolás Agorreca
Nicolás Samuel Agorreca (Argentina, 30 de octubre de 1989) es un futbolista argentino. Juega como marcador central y su equipo actual es Sacachispas de la Primera B metropolitana

## Trayectoria

### San Miguel
De cara al Campeonato Transición de Primera B 2020 renovó con el club por dos temporadas.
En la siguiente temporada continuó en el club para disputar el Campeonato de Primera B 2021, siendo que en total disputó 26 partidos en los que no fue expulsado y convirtió un único gol. También en esta temporada disputó el partido número 100 con la camiseta del club.

### Ituzaingó
De cara al 2022 se confirma su llegada al León para disputar la temporada entera en la Primera B (Argentina). Debuta en la segunda fecha del campeonato en la victoria por 1 a 0 ante Dock Sud. Disputa un partido por la Copa Argentina 2022 ante Newells quedando eliminados al caer por 3 a 1. Convierte su único gol ante Cañuelas. En total disputó 23 partidos, fue expulsado 2 veces y convirtió 1 gol.

### Deportivo Maipú
Se confirma su llegada a Maipú para disputar la Primera B Nacional, firmando contrato hasta el 31 de diciembre del 2023. Debuta en el torneo en la  primera fecha como titular en la victoria por 2 a 0 ante Chaco For Ever.

## Estadísticas
Actualizado al 25 de agosto de 2024

| Quilmes Argentina                                    | 2.ª           | 2009-10       | 4   | 0 | 0 | 0 | — | — | 4   | 0 | 0    |
| Quilmes Argentina                                    | Total club    | Total club    | 4   | 0 | 0 | 0 | 0 | 0 | 4   | 0 | 0    |
| Ferro Argentina                                      | 2.ª           | 2020-11       | 23  | 0 | 0 | 0 | — | — | 23  | 0 | 0    |
| Ferro Argentina                                      | Total club    | Total club    | 23  | 0 | 0 | 0 | 0 | 0 | 22  | 0 | 0    |
| San Martín (Mza) Argentina                           | 4.ª           | 2011-12       | 24  | 0 | 0 | 0 | — | — | 24  | 0 | 0    |
| San Martín (Mza) Argentina                           | Total club    | Total club    | 24  | 0 | 0 | 0 | 0 | 0 | 24  | 0 | 0    |
| Club Rivadavia Argentina                             | 3.ª           | 2012-13       | 22  | 0 | 0 | 0 | — | — | 22  | 0 | 0    |
| Club Rivadavia Argentina                             | Total club    | Total club    | 22  | 0 | 0 | 0 | 0 | 0 | 22  | 0 | 0    |
| Flandria Argentina                                   | 3.ª           | 2013-14       | 18  | 0 | 0 | 0 | — | — | 18  | 0 | 0    |
| Flandria Argentina                                   | 3.ª           | 2014          | 2   | 0 | 0 | 0 | — | — | 2   | 0 | 0    |
| Flandria Argentina                                   | 3.ª           | 2015          | 7   | 0 | 0 | 0 | — | — | 7   | 0 | 0    |
| Flandria Argentina                                   | Total club    | Total club    | 27  | 0 | 0 | 0 | 0 | 0 | 27  | 0 | 0    |
| Tristán Suárez Argentina                             | 3.ª           | 2015          | 18  | 0 | 0 | 0 | — | — | 18  | 0 | 0    |
| Tristán Suárez Argentina                             | 3.ª           | 2016          | 9   | 0 | 0 | 0 | — | — | 9   | 0 | 0    |
| Tristán Suárez Argentina                             | 3.ª           | 2016-17       | 18  | 0 | 0 | 0 | — | — | 18  | 0 | 0    |
| Tristán Suárez Argentina                             | Total club    | Total club    | 45  | 0 | 0 | 0 | 0 | 0 | 45  | 0 | 0    |
| San Miguel Argentina                                 | 3.ª           | 2017-18       | 23  | 2 | 0 | 0 | — | — | 23  | 2 | 0.09 |
| San Miguel Argentina                                 | 3.ª           | 2018-19       | 37  | 0 | 0 | 0 | — | — | 37  | 0 | 0    |
| San Miguel Argentina                                 | 3.ª           | 2019-20       | 21  | 1 | 0 | 0 | — | — | 21  | 1 | 0.05 |
| San Miguel Argentina                                 | 3.ª           | 2020          | 9   | 0 | 0 | 0 | — | — | 9   | 0 | 0    |
| San Miguel Argentina                                 | 3.ª           | 2021          | 26  | 1 | 0 | 0 | — | — | 26  | 1 | 0.04 |
| San Miguel Argentina                                 | Total club    | Total club    | 116 | 4 | 0 | 0 | 0 | 0 | 116 | 4 | 0.03 |
| Ituzaingó Argentina                                  | 3.ª           | 2022          | 22  | 1 | 1 | 0 | — | — | 23  | 1 | 0.04 |
| Ituzaingó Argentina                                  | Total club    | Total club    | 22  | 1 | 1 | 0 | 0 | 0 | 23  | 1 | 0.04 |
| Deportivo Maipú Argentina                            | 2.ª           | 2023          | 26  | 0 | 0 | 0 | — | — | 26  | 0 | 0    |
| Deportivo Maipú Argentina                            | Total         | Total         | 26  | 0 | 0 | 0 | 0 | 0 | 26  | 0 | 0    |
| Mitre Argentina                                      | 2.ª           | 2024          | 7   | 0 | 0 | 0 | — | — | 7   | 0 | 0'   |
| Mitre Argentina                                      | Total         | Total         | 7   | 0 | 0 | 0 | 0 | 0 | 7   | 0 | 0    |
| Total carrera                                        | Total carrera | Total carrera | 316 | 5 | 1 | 0 | 0 | 0 | 317 | 5 | 0.02 |
| (1) La copa nacional se refiere a la Copa Argentina. |               |               |     |   |   |   |   |   |     |   |      |